# 岩田拓也
岩田 拓也（いわた たくや、1994年7月14日 - ）は、東京都小平市出身の元サッカー選手でサッカー指導者。ポジションはフォワード（FW）。

## 来歴
小学1年生時に兄の影響でサッカーを始める。FC東京の下部組織では運動量と身体能力の高さで攻撃を活性化させた。
2011年度のインカレ決勝戦を観戦して明治大学進学を決め、2013年に同大学へ進学。1期上の和泉竜司や藤本佳希からポジションを奪うことは叶わなかったが、4年次には同期の丹羽詩温と共に得点源となり前線からの献身的なプレスで攻守に尽力。関東大学リーグ及び総理大臣杯の2冠獲得に貢献した。
2017年、ザスパクサツ群馬に加入。7月5日、SC相模原に育成型期限付き移籍で加入することが発表された。シーズン終了後、群馬へ復帰した。
2020年2月17日、東京ユナイテッドFCに加入すると発表された。
2022年2月10日、エリース東京FCに加入と発表された。
2023年10月11日、自身のInstagramで2022年でエリース東京の退団とサッカー選手としては一線を退くと発表した。

## 所属クラブ
- 小平FCウィングス[7][8]
- 2007年 - 2009年 FC東京U-15むさし (小平市立小平第五中学校[14])
- 2010年 - 2012年 FC東京U-18 (東京都立小平高等学校[15])
- 2013年 - 2016年 明治大学体育会サッカー部 (商学部[2])
- 2017年 - 2019年  ザスパクサツ群馬
  - 2017年7月 - 同年12月  SC相模原（育成型期限付き移籍）
- 2020年 - 2021年  東京ユナイテッドFC
- 2022年    エリース東京FC

## 個人成績
| 国内大会個人成績 | 国内大会個人成績 | 国内大会個人成績 | 国内大会個人成績 | 国内大会個人成績 | 国内大会個人成績 | 国内大会個人成績 | 国内大会個人成績 | 国内大会個人成績 | 国内大会個人成績 | 国内大会個人成績 | 国内大会個人成績 |
| 年度             | クラブ           | 背番号           | リーグ           | リーグ戦         | リーグ戦         | リーグ杯         | リーグ杯         | オープン杯       | オープン杯       | 期間通算         | 期間通算         |
| 年度             | クラブ           | 背番号           | リーグ           | 出場             | 得点             | 出場             | 得点             | 出場             | 得点             | 出場             | 得点             |
| 日本             | 日本             | 日本             | 日本             | リーグ戦         | リーグ戦         | リーグ杯         | リーグ杯         | 天皇杯           | 天皇杯           | 期間通算         | 期間通算         |
| ---------------- | ---------------- | ---------------- | ---------------- | ---------------- | ---------------- | ---------------- | ---------------- | ---------------- | ---------------- | ---------------- | ---------------- |
| 2017             | 群馬             | 25               | J2               | 0                | 0                | -                | -                | 0                | 0                | 0                | 0                |
| 2017             | 相模原           | 29               | J3               | 13               | 2                | -                | -                | -                | -                | 13               | 2                |
| 2018             | 群馬             | 20               | J3               | 12               | 0                | -                | -                | 0                | 0                | 12               | 0                |
| 2019             | 群馬             | 20               | J3               | 4                | 1                | -                | -                | 1                | 0                | 5                | 0                |
| 2020             | 東京U            | 32               | 関東1部          | 4                | 0                | -                | -                | -                | -                | 4                | 0                |
| 2021             | 東京U            | 9                | 関東1部          |                  |                  | -                | -                | -                | -                |                  |                  |
| 通算             | 日本             | 日本             | J2               | 0                | 0                | -                | -                | 0                | 0                | 0                | 0                |
| 通算             | 日本             | 日本             | J3               | 29               | 3                | -                | -                | 1                | 0                | 30               | 3                |
| 通算             | 日本             | 日本             | 関東1部          | 4                | 0                | -                | -                | 0                | 0                | 4                | 0                |
| 総通算           | 総通算           | 総通算           | 総通算           | 33               | 3                | -                | -                | 1                | 0                | 34               | 3                |

- Jリーグ初出場・初得点 - 2017年7月9日J3第16節 vsガイナーレ鳥取 (ギオンス)

## タイトル

### チーム
東京都選抜
- 国民体育大会サッカー競技 (2010年)

明治大学
- 関東大学リーグ1部 (2016年)
- 総理大臣杯全日本大学サッカートーナメント (2016年)

## 代表歴
- U-16日本代表
  - 2010年 サニックス杯国際ユースサッカー大会
  - 2010年 AFC U-16選手権2010

## 指導歴
- 杉並アヤックス[16]
  - U12/U15/U18コーチ